# Георгадзе, Михаил Порфирьевич
Михаи́л Порфи́рьевич Георга́дзе (груз. მიხეილ პორფილეს ძე გიორგაძე) (15 (28) февраля 1912 год, Чиатура (по другим данным — в селе Зоди), Кутаисская губерния, Российская империя — 23 ноября 1982, Москва, РСФСР) — советский и грузинский государственный и партийный деятель, секретарь Президиума Верховного Совета СССР (1957—1982).

## Карьера в Грузии
Выходец из Центральной Грузии (Имеретия), родился в крестьянской семье.
В 1934 году окончил техникум механизации сельского хозяйства, в 1940 году — Московский институт механизации и электрификации сельского хозяйства (МИМЭСХ, в 1941 году). Принимал участие в Великой Отечественной войне с 27.12.41 по 9.5.42. Комиссован по тяжелому осколочному ранению, сделавшего его инвалидом. За это же ранение получил орден Красной Звезды. В период с 1941 по 1951 год находился на ответственной работе в Министерстве сельского хозяйства СССР, пройдя путь от инженера до начальника управления министерства. В 1951 году направлен на работу в Грузинскую ССР.
В 1951—1953 годах — заместитель министра сельского хозяйства и заготовок Грузинской ССР, в 1953—1954 годах — министр сельского хозяйства Грузинской ССР и первый заместитель Председателя Совета Министров Грузинской ССР (1956—1957).
С 1954 по 1956 год — второй секретарь ЦК Коммунистической партии Грузии.

## Карьера в Москве
В начале 1957 года был отозван в Москву и в феврале этого года был избран секретарём Президиума Верховного Совета СССР.
Подпись М. П. Георгадзе рядом с подписями председателей Президиума Верховного совета СССР К. Е. Ворошилова, А. И. Микояна, Н. В. Подгорного и Л. И. Брежнева стояла под указами Президиума Верховного Совета СССР, изданными в 1957—1982 годах.
В марте-мае 1969 года возглавлял рабочую группу комиссии Верховного Совета по разработке новой конституции Союза ССР.
Был делегатом ряда партийных съездов (с XX по XXVI), кандидат в члены ЦК КПСС (1961—1982).
Являлся депутатом Верховного Совета СССР (1954—1982) 4—10-го созывов.
23 ноября 1982 года скончался, присутствуя на сессии Верховного Совета. Похоронен в Москве на Новодевичьем кладбище (участок № 10).

## Семья
Был женат на Татьяне Ивановне Георгадзе (1914—2003). Сын Ренарий (род. в 1935 году) в 1976—1983 годах был первым секретарем горкома партии города Рустави, с ноября 1983 года занимал пост заведующего отделом транспорта, торговли и финансов постоянного представительства Совмина Грузинской ССР при Совете Министров СССР.

## Награды
- два ордена Ленина
- орден Трудового Красного Знамени
- два ордена Красной Звезды

## В искусстве
- Одна из версий обстоятельств смерти Георгадзе представлена в фильме «Чёрный квадрат» 1992 года. Роль Георгадзе исполнил Армен Джигарханян.
- В песне Владимира Высоцкого:

«Как хорошо устроен белый свет,

меня вчера отметили в приказе:

освободили раньше на пять лет,

и подпись: „Ворошилов, Георгадзе“».